# Harescombe
Harescombe est un village du Gloucestershire, en Angleterre.